# Otto Ruff
Otto Ruff (Schwäbisch Hall, 12 dicembre 1871 – Breslavia, 17 settembre 1939) è stato un chimico tedesco, noto principalmente per le sue ricerche sulla chimica del fluoro e delle alte temperature.

## Vita

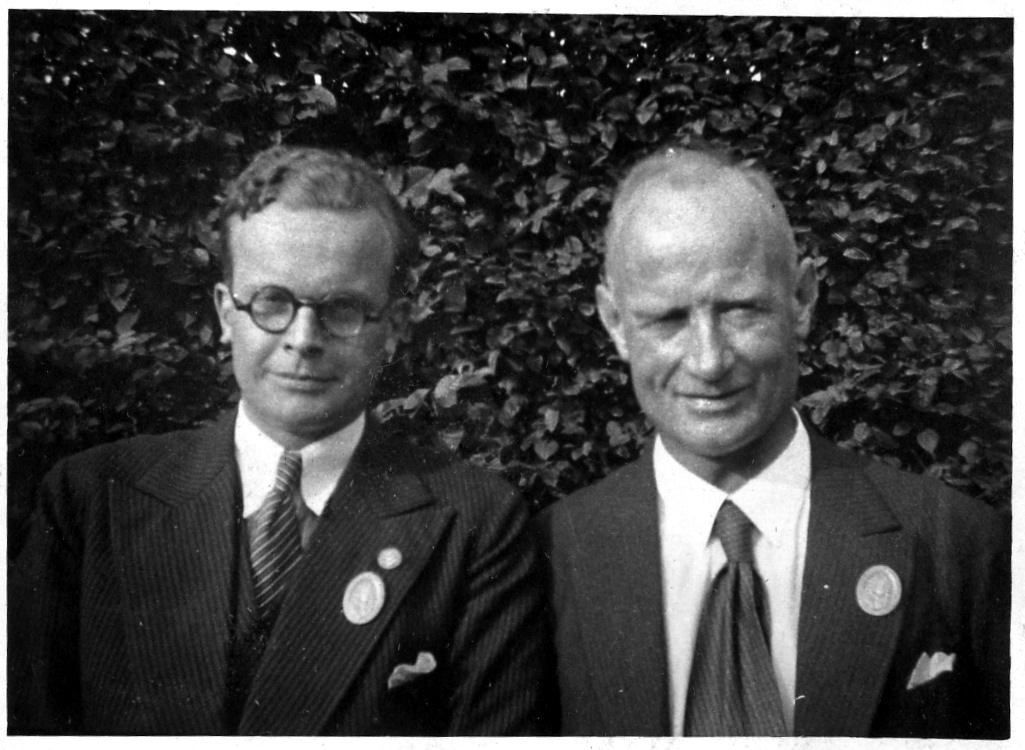
Otto Ruff (a destra) col suo assistente Manfred Giese (a sinistra) negli anni 1932-34.

Otto Ruff nacque a Schwäbisch Hall, nel Württemberg. Divenne farmacista all'Università di Stoccarda sotto la guida di Carl Magnus von Hell (noto per la reazione di alogenazione di Hell-Volhard-Zelinsky). Successivamente si unì al gruppo di Hermann Emil Fischer all'Università di Berlino. Fischer era noto per i suoi lavori sui carboidrati (zuccheri) e quindi Ruff iniziò la sua carriera come chimico organico. Nel 1898 pubblicò i suoi risultati sulla trasformazione del D-glucosio in D-arabinosio, processo che fu poi chiamato degradazione di Ruff. Nelle università europee c'erano pochi chimici inorganici, e così Fisher mandò Ruff a specializzarsi in chimica inorganica a Lipsia, presso Wilhelm Ostwald. Nel 1902 sposò la farmacista Meta Richter ed ebbe tre figli. Nel 1903 Ruff diventò professore di chimica inorganica all'Università di Berlino. Nel 1904 si spostò all'Università di Danzica, dove insegnò chimica inorganica. Nel 1916 divenne capo del dipartimento di chimica inorganica dell'Università di Breslavia. Nel 1930 la Società Chimica Tedesca (Verein Deutscher Chemiker) gli conferì la Medaglia Liebig. Morì nel 1939, tre anni dopo il suo pensionamento.

## Ricerche
Otto Ruff pubblicò 290 articoli e due libri. Gli argomenti trattati nei suoi articoli possono essere così suddivisi: chimica degli zuccheri (17 articoli), chimica inorganica del fluoro (86), chimica delle alte temperature (44), elettrolisi di sali fusi (9), materie plastiche (10), carburi (20), esplosivi per miniere (7), altri argomenti (72). Assieme ai Premi Nobel Svante Arrhenius, Henri Moissan e Alfred Werner, Ruff fu considerato uno dei pionieri della chimica inorganica nei primi decenni del ventesimo secolo. In seguito ai suoi studi divennero disponibili molti composti fluorurati come diclorodifluorometano e trifluorotricloroetano. Fu il primo a preparare e descrivere le proprietà dell'esafluoruro di uranio, UF6, composto essenziale per i processi di arricchimento dell'uranio.